# Fernand Gravey
Fernand Mertens, dit Fernand Gravey, est un acteur belge qui a obtenu la nationalité française, né le 25 décembre 1905 dans la commune bruxelloise d'Ixelles et mort le 2 novembre 1970 à Paris.

## Biographie

### Jeunesse et première partie de carrière
Les parents de Fernand Gravey, Fernande Dépernay et Georges Mertens (qui fut d'abord régisseur et ensuite directeur au théâtre royal des Galeries, à Bruxelles) sont comédiens.
Enfant, Fernand Mertens joue dans cinq films belges du cinéaste Alfred Machin : Saïda a enlevé Manneken-Pis, Un épisode de Waterloo, Monsieur Beulemeester, garde civique, Trente ans ou la vie d’un joueur (1913) et La Fille de Delft en 1914.
Pendant la Première Guerre mondiale, il séjourne en Angleterre. Adolescent, il s'oriente vers le théâtre. Il s'installe à Paris en 1927 où il se fait connaître sous le nom de Fernand Gravey. Il paraît dans des petites revues parisiennes auprès d'Arletty, de Jane Renouardt — qu'il épouse en 1928 — et Cora Lynn, future Edwige Feuillère.
Il est embauché par la Paramount qui vient de construire des studios près de la capitale française.
Fernand Gravey joue de très nombreux rôles au théâtre, au cinéma et à la télévision. Les plus marquants sont ceux de Frank Maurice dans Le Dernier Tournant de Pierre Chenal, en 1939 ; de Pierre Leblanc dans Paradis perdu d'Abel Gance, en 1940.

### Seconde Guerre mondiale
EVDG (Engagé volontaire pour la durée de la guerre) à la Légion étrangère de 1944 à 1945, sous son nom véritable de Mertens, il est affecté au régiment de marche de la Légion étrangère. Il fait campagne en France et en Allemagne. De retour dans ses foyers, avec le grade de lieutenant de réserve, il poursuit sa carrière de comédien.
Il obtient alors la double nationalité française.
Il est nommé première classe d'honneur de la Légion étrangère sous le matricule 95.454 en 1952.

### Retour au spectacle
Fernand Gravey revient dans des rôles comme celui de Charles Breitkopf, l’époux d'Emma jouée par Danielle Darrieux, dans La Ronde de Max Ophüls, en 1950.
Après avoir joué avec des réalisateurs prestigieux comme Sacha Guitry, Abel Gance et Henri Verneuil, il s'investit pendant ses dernières années davantage dans des pièces de boulevard au théâtre.
Il a été président de la Fédération des acteurs depuis 1958.
Fernand Gravey s'éteint le 2 novembre 1970 en son domicile du 8e arrondissement de Paris à la suite d'un infarctus du myocarde. Il est inhumé au cimetière de Saint-Cloud.

## Distinctions
Fernand Gravey a reçu les distinctions suivantes : 
- Chevalier de la Légion d'honneur (France) ;
- Chevalier de l'ordre de Léopold en 1954 (Belgique).
- Croix de guerre 1939-1945[6]

## Filmographie

### Cinéma
- 1930 : L'amour chante de Robert Florey : Armand Petitjean
- 1930 : Chérie de Louis Mercanton : Burton
- 1930 : Our Blushing Brides d'Harry Beaumont
- 1931 : Marions-nous (Sa nuit de noces) de Louis Mercanton : Francis Latour
- 1931 : Tu seras duchesse de René Guissart : le marquis André de La-Cour
- 1931 : Un homme en habit de René Guissart : André de Lussanges
- 1932 : Le Fils improvisé de René Guissart
- 1932 : Passionnément de René Guissart : Robert Perceval
- 1932 : Coiffeur pour dames de René Guissart : Mario
- 1932 : À moi le jour, à toi la nuit de Ludwig Berger et Claude Heymann : Albert
- 1932 : Early to bed de Ludwig Berger (version anglaise du précédent) : Carl
- 1932 : Une étoile disparaît de Robert Villiers : lui-même
- 1933 : Le Père prématuré de René Guissart : Édouard et Fred
- 1933 : C'était un musicien de Frederic Zelnik et Maurice Gleize : Jean
- 1933 : La Guerre des valses de Ludwig Berger : Franz
- 1933 : Bitter Sweet (en) d'Herbert Wilcox : Carl Linden
- 1934 : La Reine (The Queen's Affair) d'Herbert Wilcox : Carl
- 1934 : Antonia, romance hongroise de Max Neufeld et Jean Boyer : le capitaine Douglas Parker
- 1934 : Si j'étais le patron de Richard Pottier : Henri Janvier
- 1934 : Nuit de mai de Gustav Ucicky et Henri Chomette : le baron Neuhaus
- 1935 : Monsieur Sans-Gêne de Karl Anton : Fernand Martin
- 1935 : Variétés de Nicolas Farkas
- 1935 : Touche à tout de Jean Dréville : Georges Martin dit Touche à tout
- 1935 : Fanfare d'amour de Richard Pottier : Jean
- 1936 : Sept hommes, une femme d'Yves Mirande : Brémontier
- 1936 : Mister Flow (Les Amants traqués) de Robert Siodmak : Antonin Rose
- 1936 : Le Grand Refrain ou Symphonie d'amour d'Yves Mirande et Robert Siodmak : Charles Panard, compositeur de talent
- 1937 : Le Mensonge de Nina Petrovna de Victor Tourjansky : le lieutenant Franz Korff
- 1937 : Le Roi et la Figurante (The King and the Chorus Girl) de Mervyn LeRoy : Alfred Bruger VII
- 1938 : Toute la ville danse (The Great Waltz) de Julien Duvivier : Johann Strauss
- 1938 : La Peur du scandale (Fools for Scandal) de Mervyn LeRoy : René Viladel
- 1939 : Le Dernier Tournant de Pierre Chenal : Franck Maurice
- 1940 : Paradis perdu d'Abel Gance : Pierre Leblanc
- 1941 : Histoire de rire de Marcel L'Herbier : Gérard Barbier
- 1942 : La Nuit fantastique de Marcel L'Herbier : Denis
- 1942 : Romance à trois de Roger Richebé : Charles
- 1943 : Le Capitaine Fracasse d'Abel Gance, d'après Théophile Gautier : le baron de Sigognac
- 1943 : Domino de Roger Richebé : Dominique
- 1944 : La Rabouilleuse de Fernand Rivers, d'après Honoré de Balzac : le colonel Philippe Brideau
- 1945 : Paméla de Pierre de Hérain : Barras
- 1946 : Il suffit d'une fois d'Andrée Feix : Jacques Revel
- 1947 : Capitaine Blomet d'Andrée Feix : le capitaine Blomet
- 1949 : Du Guesclin de Bernard de Latour : Bertrand du Guesclin, petit noble qui deviendra Grand Connétable de France
- 1950 : La Ronde de Max Ophüls : Charles Breitkopf, le mari
- 1950 : Le Traqué de Boris Lewin : le commissaire Dufresne
- 1950 : Gunman in the Streets (version anglaise du précédent) de Frank Tuttle : le commissaire Dufresne
- 1950 : Mademoiselle Josette, ma femme d'André Berthomieu : André Ternaz
- 1951 : Ma femme est formidable d'André Hunebelle : Raymond Corbier, sculpteur
- 1952 : Le Plus Heureux des hommes d'Yves Ciampi (également scénariste) : Armand Dupuis-Martin
- 1952 : Mon mari est merveilleux d'André Hunebelle : Claude Chatel
- 1953 : L'Âge de l'amour (L'età dell'amore) de Lionello De Felice : le père d'Andréa, président du tribunal
- 1954 : Si Versailles m'était conté de Sacha Guitry : Molière
- 1955 : Treize à table d'André Hunebelle, d'après Marc-Gilbert Sauvajon : Antoine Villardier
- 1956 : Courte tête de Norbert Carbonnaux : un escroc notoire, alias Olivier Parker, faux entraîneur hippique
- 1956 : Mitsou de Jacqueline Audry : Pierre Duroy-Lelong
- 1957 : La Garçonne de Jacqueline Audry : Georges Sauvage
- 1958 : L'École des cocottes de Jacqueline Audry : Stanislas de La Ferronnière
- 1958 : Le Temps des œufs durs de Norbert Carbonnaux : Raoul Grandvivier, peintre râté
- 1958 : Parisien malgré lui ou Toto à Paris (Toto a Parigi) de Camillo Mastrocinque : le docteur Duclos
- 1961 : Les croulants se portent bien de Jean Boyer : M. Legrand
- 1962 : Les Petits Matins (Mademoiselle Stop) de Jacqueline Audry : l'homme à la cadillac
- 1966 : Aventure à Beyrouth (La dama de Beirut) de Ladislas Vajda : le docteur Costello
- 1966 : Comment voler un million de dollars (How to steal a Million) de William Wyler : M. Grammont
- 1968 : La Bataille de San Sebastian d'Henri Verneuil : le gouverneur
- 1969 : La Folle de Chaillot (The Madwoman of Chaillot) de Bryan Forbes, d'après Jean Giraudoux : l'officier de police
- 1970 : Les Caprices de Marie de Philippe de Broca : le capitaine Ragot
- 1970 : La Promesse de l'aube de Jules Dassin, d'après Romain Gary : Jean-Michel Sérusier
- 1971 : L'Explosion de Marc Simenon : M. Labize

### Courts-métrages
- 1913 : Monsieur Beulemeester, garde civique d'Alfred Machin : le petit Paul
- 1913 : Saïda a enlevé Manneken-Pis d'Alfred Machin
- 1913 : Trente ans ou la vie d'un joueur d'Alfred Machin : le petit garçon
- 1913 : Un épisode de Waterloo d'Alfred Machin
- 1914 : La Fille de Delft (La Tulipe d'or) d'Alfred Machin : le jeune Jefke
- 1938 : Hollywood Goes to Town d'Herman Hoffman ajou
- 1938 : Screen snaphots série 17 -6 (court métrage, documentaire) de Ralph Staub
- 1938 : Breakdowns of 1938
- 1941 : La loi du 21 juin 1907 de Sacha Guitry (court-métrage)
- 1957 : Piano, mon ami de Claude-Yvon Leduc (seulement voix)

### Télévision
- 1963 : La Collection Dressen (téléfilm) de François Gir : Anton-Paulus Dresse
- 1963 : Harry's Girls (série télévisée), épisode His Highness de Richard Kinon : André Giraud
- 1968 : Princesse Czardas (téléfilm) de Dirk Sanders : Nico
- 1971 : La Maison des bois (mini série télévisée) de Maurice Pialat : le marquis de Fresnoy
- 1971 : Pas moral pour deux sous (téléfilm) de Jean Archimbaud : Daniel Wilde

## Théâtre
- 1923 : Romance de Robert de Flers et Francis de Croisset d'après Edward Sheldon, théâtre de l'Athénée
- 1924 : Si je voulais... de Paul Géraldy et Robert Spitzer, théâtre du Gymnase
- 1927 : Fanny et ses gens de Pierre Scize et Andrée Méry d'après Jerome K. Jerome, mise en scène Edmond Roze, théâtre Daunou
- 1929 : Jean V opérette de Jacques Bousquet et Henri Falk, musique Maurice Yvain, théâtre Daunou
- 1930 : Par le temps qui court revue de Rip, théâtre Daunou
- 1930 : Mistigri de Marcel Achard, mise en scène Jacques Baumer, théâtre Daunou
- 1931 : Pierre ou Jack... ? de Francis de Croisset, théâtre de l'Athénée
- 1939 : Histoire de rire d'Armand Salacrou, mise en scène Alice Cocéa, théâtre de la Madeleine
- 1940 : Histoire de rire d'Armand Salacrou, mise en scène Alice Cocéa, théâtre de la Michodière
- 1945 : Rebecca de Daphne du Maurier, mise en scène Jean Wall, théâtre de Paris
- 1947 : La Petite Hutte d'André Roussin, mise en scène de l'auteur, théâtre des Nouveautés, théâtre des Célestins
- 1950 : Harvey de Mary Chase, mise en scène Marcel Achard, théâtre Antoine
- 1951 : Harvey de Mary Chase, mise en scène Marcel Achard, théâtre des Célestins
- 1951 : Je l'aimais trop de Jean Guitton, mise en scène Christian-Gérard, théâtre Saint-Georges
- 1953 : Je l'aimais trop de Jean Guitton, mise en scène Christian-Gérard, théâtre des Célestins
- 1953 : Frère Jacques d'André Gillois, mise en scène Fernand Ledoux, théâtre des Variétés
- 1954 : Frère Jacques d'André Gillois, mise en scène Fernand Ledoux, théâtre des Célestins
- 1954 : Namouna de Jacques Deval, mise en scène de l'auteur, théâtre de Paris
- 1955 : Les Trois messieurs de Bois-Guillaume de Louis Verneuil, mise en scène Christian-Gérard, théâtre des Variétés
- 1956 : Les Trois messieurs de Bois-Guillaume de Louis Verneuil, mise en scène Christian-Gérard, théâtre des Célestins
- 1959 : Le Cœur léger de Samuel Taylor et Cornelia Otis Skinner, mise en scène Jacques Charon, théâtre de l'Athénée
- 1960 : Le Signe de kikota de Roger Ferdinand, mise en scène Fernand Gravey, théâtre des Nouveautés
- 1962 : N'écoutez pas Mesdames de Sacha Guitry, mise en scène Jacques Mauclair, théâtre de la Madeleine
- 1963 : L'Assassin de la générale de Ladislas Fodor, mise en scène Jean-Pierre Grenier, théâtre Michel
- 1963 : Fils de personne d'Henry de Montherlant, mise en scène Henri Rollan, théâtre des Mathurins
- 1965 : Une fois par semaine de Muriel Resnik, mise en scène Raymond Gérôme, théâtre de la Madeleine
- 1966 : La Fin du monde de Sacha Guitry, mise en scène Jean-Pierre Delage, théâtre de la Madeleine
- 1967 : Le Nouveau Testament de Sacha Guitry, mise en scène André Valtier et Fernand Gravey, théâtre des Variétés
- 1967 : Une fois par semaine de Muriel Resnik, mise en scène Raymond Gérôme, théâtre des Célestins, tournée Karsenty-Herbert
- 1967 : L'Escalier de Charles Dyer, mise en scène Claude Sainval, Comédie des Champs-Élysées
- 1969 : La Lune heureuse de Catherine Peter Scott, mise en scène Jean Meyer, théâtre des Célestins
- 1970 : Super Positions de René Ehni, mise en scène de l'auteur, théâtre 347